# Kilian Dietz
Kilian Dietz (* 9. November 1990 in Wittlich) ist ein deutscher Basketballspieler. Er steht im Kader des VfL Bochum.

## Laufbahn
Dietz spielte in seinem Heimatort in der Jugendabteilung des SFG Bernkastel-Kues und wechselte im Alter von 17 Jahren zum DJK MJC Trier. Er spielte dort in der Regionalliga-Herrenmannschaft und stand im erweiterten Kader des Erstligisten TBB Trier. Im Laufe der Saison 2011/12 erhielt er im Dress der Moselaner einen ersten Kurzeinsatz in der Basketball-Bundesliga.
Nach dem Rückzug des TBB und mit der Gründung der Gladiators Trier wurde er fester Bestandteil des Aufgebots der neuformierten Mannschaft in der 2. Bundesliga ProA. In der Saison 2017/18 setzten ihm Knieprobleme zu, er musste sich deshalb einer Operation unterziehen.
Im Sommer 2020 nahm er ein Angebot des Drittligisten VfL Bochum an. Dietz wurde im Laufe der Saison 2020/21 in 25 Begegnungen eingesetzt (5,8 Punkte, 4,5 Rebounds/Spiel) und schaffte mit dem VfL den Aufstieg in die 2. Bundesliga ProA. 2024 verfehlte er mit der Mannschaft den Klassenerhalt in der zweithöchsten deutschen Spielklasse. Da Bochum trotz sportlichen Abstiegs das Teilnahmerecht für die Zweitliga-Saison 2024/25 zugesprochen bekam, blieb Dietz mit der Mannschaft in der zweithöchsten deutschen Spielklasse.